# Liste der Nummer-eins-Hits in Deutschland (1999)
Diese Liste enthält alle Nummer-eins-Hits in Deutschland im Jahr 1999. Es gab in diesem Jahr zehn Nummer-eins-Singles und 21 Nummer-eins-Alben.
Die Single- und Albumcharts wurden von Media Control wöchentlich zusammengestellt. Sie berücksichtigten die Verkäufe von Montag bis Samstag einer Woche. Offizieller Veröffentlichungstermin war jeweils der Montag zehn Tage nach dem Ende des Wertungszeitraumes.

## Singles
| ← 1998 ← | Liste der Nummer-eins-Hits in Deutschland | Liste der Nummer-eins-Hits in Deutschland | Liste der Nummer-eins-Hits in Deutschland                                                                          | 2000 →                    |
| \| Zeitraum \| Wo. ges. \| Interpret \| Titel Autor(en) \| Zusätzliche Informationen \| \| (Zeitraum, Wochen auf Platz eins, Interpret, Titel, Autor[en], zusätzliche Informationen) \| \| \| \| \| \| ----------------------------------------------------------------------------------------- \| -------- \| ------------------------ \| ------------------------------------------------------------------------------------------------------------------ \| ------------------------- \| \| 28. Dezember 1998 – 17. Januar 1999 3 Wochen \| 3 \| Loona \| Hijo de la luna José María Cano Andrés \| – \| \| 18. Januar 1999 – 7. März 1999 7 Wochen \| 7 \| Emilia \| Big Big World Emilia Hanna Rydberg, Lars Olof Stig Andersson \| – \| \| 8. März 1999 – 18. April 1999 6 Wochen \| 6 \| Britney Spears \| … Baby One More Time Martin Karl Sandberg \| – \| \| 19. April 1999 – 16. Mai 1999 4 Wochen \| 4 \| Mr. Oizo \| Flat Beat Quentin Benoit Dupieux \| – \| \| 17. Mai 1999 – 30. Mai 1999 2 Wochen \| 2 \| Backstreet Boys \| I Want It That Way Martin Karl Sandberg, Andreas Mikael Carlsson \| – \| \| 31. Mai 1999 – 15. August 1999 11 Wochen \| 11 \| Lou Bega \| Mambo No. 5 (A Little Bit Of …) Musik: Dámaso Pérez Prado; zusätzlicher Text: Christian Pletschacher, David Lubega \| – \| \| 16. August 1999 – 17. Oktober 1999 9 Wochen \| 9 \| Eiffel 65 \| Blue (Da Ba Dee) Musik: Maurizio Lobina, Gianfranco Randone; Text: Massimo Gabutti, Maurizio Lobina \| – \| \| 18. Oktober 1999 – 24. Oktober 1999 1 Woche \| 1 \| Bloodhound Gang \| The Bad Touch James Moyer Franks \| – \| \| 25. Oktober 1999 – 28. November 1999 5 Wochen \| 5 \| Oli.P \| So bist du (und wenn du gehst …) Musik: Peter Maffay; Text: Bernd Meinunger \| – \| \| 29. November 1999 – 23. Januar 2000 8 Wochen \| 8 \| Stefan Raab & Truck Stop \| Maschen-Draht-Zaun Musik: Stefan Raab; Text: Stefan Raab, Jens Bujar \| – \| |                                           |                                           | |                           |
| ← 1998 |                                           |                                           | | → 2000 →                  |
| Zeitraum | Wo. ges.                                  | Interpret                                 | Titel Autor(en) | Zusätzliche Informationen |
| (Zeitraum, Wochen auf Platz eins, Interpret, Titel, Autor[en], zusätzliche Informationen) |                                           |                                           | |                           |
| 28. Dezember 1998 – 17. Januar 1999 3 Wochen | 3                                         | Loona                                     | Hijo de la luna José María Cano Andrés                                                                             | –                         |
| 18. Januar 1999 – 7. März 1999 7 Wochen | 7                                         | Emilia                                    | Big Big World Emilia Hanna Rydberg, Lars Olof Stig Andersson                                                       | –                         |
| 8. März 1999 – 18. April 1999 6 Wochen | 6                                         | Britney Spears                            | … Baby One More Time Martin Karl Sandberg                                                                          | –                         |
| 19. April 1999 – 16. Mai 1999 4 Wochen | 4                                         | Mr. Oizo                                  | Flat Beat Quentin Benoit Dupieux                                                                                   | –                         |
| 17. Mai 1999 – 30. Mai 1999 2 Wochen | 2                                         | Backstreet Boys                           | I Want It That Way Martin Karl Sandberg, Andreas Mikael Carlsson                                                   | –                         |
| 31. Mai 1999 – 15. August 1999 11 Wochen | 11                                        | Lou Bega                                  | Mambo No. 5 (A Little Bit Of …) Musik: Dámaso Pérez Prado; zusätzlicher Text: Christian Pletschacher, David Lubega | –                         |
| 16. August 1999 – 17. Oktober 1999 9 Wochen | 9                                         | Eiffel 65                                 | Blue (Da Ba Dee) Musik: Maurizio Lobina, Gianfranco Randone; Text: Massimo Gabutti, Maurizio Lobina                | –                         |
| 18. Oktober 1999 – 24. Oktober 1999 1 Woche | 1                                         | Bloodhound Gang                           | The Bad Touch James Moyer Franks                                                                                   | –                         |
| 25. Oktober 1999 – 28. November 1999 5 Wochen | 5                                         | Oli.P                                     | So bist du (und wenn du gehst …) Musik: Peter Maffay; Text: Bernd Meinunger                                        | –                         |
| 29. November 1999 – 23. Januar 2000 8 Wochen | 8                                         | Stefan Raab & Truck Stop                  | Maschen-Draht-Zaun Musik: Stefan Raab; Text: Stefan Raab, Jens Bujar                                               | –                         |

## Alben
| ← 1998 ← | Liste der Nummer-eins-Alben in Deutschland | Liste der Nummer-eins-Alben in Deutschland | Liste der Nummer-eins-Alben in Deutschland | 2000 →                    |
| \| Zeitraum \| Wo. ges. \| Interpret \| Titel \| Zusätzliche Informationen \| \| (Zeitraum, Wochen auf Platz eins, Interpret, Titel, zusätzliche Informationen) \| \| \| \| \| \| ------------------------------------------------------------------------------ \| -------- \| ---------------------- \| ----------------------------- \| ------------------------- \| \| 21. Dezember 1998 – 10. Januar 1999 3 Wochen (insgesamt 8) \| 8 \| Westernhagen \| Radio Maria \| – \| \| 11. Januar 1999 – 24. Januar 1999 2 Wochen (insgesamt 6) \| 6 \| Madonna \| Ray of Light \| – \| \| 25. Januar 1999 – 7. Februar 1999 2 Wochen (insgesamt 3) \| 3 \| Xavier Naidoo \| Nicht von dieser Welt \| – \| \| 8. Februar 1999 – 14. Februar 1999 1 Woche \| 1 \| BAP \| Comics & Pin-ups \| – \| \| 15. Februar 1999 – 7. März 1999 3 Wochen (insgesamt 4) \| 4 \| Cher \| Believe \| – \| \| 8. März 1999 – 4. April 1999 4 Wochen \| 4 \| Modern Talking \| Alone \| – \| \| 5. April 1999 – 11. April 1999 1 Woche (insgesamt 4) \| 4 \| Cher \| Believe \| – \| \| 12. April 1999 – 25. April 1999 2 Wochen \| 2 \| Britney Spears \| … Baby One More Time \| – \| \| 26. April 1999 – 2. Mai 1999 1 Woche (insgesamt 3) \| 3 \| Xavier Naidoo \| Nicht von dieser Welt \| – \| \| 3. Mai 1999 – 9. Mai 1999 1 Woche \| 1 \| The Cranberries \| Bury the Hatchet \| – \| \| 10. Mai 1999 – 30. Mai 1999 3 Wochen \| 3 \| Die Fantastischen Vier \| 4:99 \| – \| \| 31. Mai 1999 – 27. Juni 1999 4 Wochen \| 4 \| Backstreet Boys \| Millennium \| – \| \| 28. Juni 1999 – 18. Juli 1999 3 Wochen \| 3 \| Jamiroquai \| Synkronized \| – \| \| 19. Juli 1999 – 12. September 1999 8 Wochen (insgesamt 9) \| 9 \| (Soundtrack) \| Buena Vista Social Club \| – \| \| 13. September 1999 – 19. September 1999 1 Woche \| 1 \| Rammstein \| Live aus Berlin \| – \| \| 20. September 1999 – 26. September 1999 1 Woche (insgesamt 9) \| 9 \| (Soundtrack) \| Buena Vista Social Club \| – \| \| 27. September 1999 – 10. Oktober 1999 2 Wochen \| 2 \| Echt \| Freischwimmer \| – \| \| 11. Oktober 1999 – 17. Oktober 1999 1 Woche \| 1 \| Sting \| Brand New Day \| – \| \| 18. Oktober 1999 – 7. November 1999 3 Wochen (insgesamt 4) \| 4 \| Bloodhound Gang \| Hooray for Boobies \| – \| \| 8. November 1999 – 14. November 1999 1 Woche \| 1 \| Genesis \| Turn It On Again – The Hits \| – \| \| 15. November 1999 – 21. November 1999 1 Woche (insgesamt 4) \| 4 \| Bloodhound Gang \| Hooray for Boobies \| – \| \| 22. November 1999 – 28. November 1999 1 Woche \| 1 \| Cher \| The Greatest Hits \| – \| \| 29. November 1999 – 5. Dezember 1999 1 Woche (insgesamt 6) \| 6 \| Céline Dion \| All the Way… A Decade of Song \| – \| \| 6. Dezember 1999 – 12. Dezember 1999 1 Woche \| 1 \| Metallica \| S&M \| – \| \| 13. Dezember 1999 – 19. Dezember 1999 1 Woche (insgesamt 6) \| 6 \| Céline Dion \| All the Way… A Decade of Song \| – \| \| 20. Dezember 1999 – 26. Dezember 1999 1 Woche (insgesamt 2) \| 2 \| Die Toten Hosen \| Unsterblich \| – \| \| 27. Dezember 1999 – 30. Januar 2000 5 Wochen (insgesamt 6) \| 6 \| Céline Dion \| All the Way… A Decade of Song \| – \| |                                            |                                            |                                            |                           |
| ← 1998 |                                            |                                            |                                            | → 2000 →                  |
| Zeitraum | Wo. ges.                                   | Interpret                                  | Titel                                      | Zusätzliche Informationen |
| (Zeitraum, Wochen auf Platz eins, Interpret, Titel, zusätzliche Informationen) |                                            |                                            |                                            |                           |
| 21. Dezember 1998 – 10. Januar 1999 3 Wochen (insgesamt 8) | 8                                          | Westernhagen                               | Radio Maria                                | –                         |
| 11. Januar 1999 – 24. Januar 1999 2 Wochen (insgesamt 6) | 6                                          | Madonna                                    | Ray of Light                               | –                         |
| 25. Januar 1999 – 7. Februar 1999 2 Wochen (insgesamt 3) | 3                                          | Xavier Naidoo                              | Nicht von dieser Welt                      | –                         |
| 8. Februar 1999 – 14. Februar 1999 1 Woche | 1                                          | BAP                                        | Comics & Pin-ups                           | –                         |
| 15. Februar 1999 – 7. März 1999 3 Wochen (insgesamt 4) | 4                                          | Cher                                       | Believe                                    | –                         |
| 8. März 1999 – 4. April 1999 4 Wochen | 4                                          | Modern Talking                             | Alone                                      | –                         |
| 5. April 1999 – 11. April 1999 1 Woche (insgesamt 4) | 4                                          | Cher                                       | Believe                                    | –                         |
| 12. April 1999 – 25. April 1999 2 Wochen | 2                                          | Britney Spears                             | … Baby One More Time                       | –                         |
| 26. April 1999 – 2. Mai 1999 1 Woche (insgesamt 3) | 3                                          | Xavier Naidoo                              | Nicht von dieser Welt                      | –                         |
| 3. Mai 1999 – 9. Mai 1999 1 Woche | 1                                          | The Cranberries                            | Bury the Hatchet                           | –                         |
| 10. Mai 1999 – 30. Mai 1999 3 Wochen | 3                                          | Die Fantastischen Vier                     | 4:99                                       | –                         |
| 31. Mai 1999 – 27. Juni 1999 4 Wochen | 4                                          | Backstreet Boys                            | Millennium                                 | –                         |
| 28. Juni 1999 – 18. Juli 1999 3 Wochen | 3                                          | Jamiroquai                                 | Synkronized                                | –                         |
| 19. Juli 1999 – 12. September 1999 8 Wochen (insgesamt 9) | 9                                          | (Soundtrack)                               | Buena Vista Social Club                    | –                         |
| 13. September 1999 – 19. September 1999 1 Woche | 1                                          | Rammstein                                  | Live aus Berlin                            | –                         |
| 20. September 1999 – 26. September 1999 1 Woche (insgesamt 9) | 9                                          | (Soundtrack)                               | Buena Vista Social Club                    | –                         |
| 27. September 1999 – 10. Oktober 1999 2 Wochen | 2                                          | Echt                                       | Freischwimmer                              | –                         |
| 11. Oktober 1999 – 17. Oktober 1999 1 Woche | 1                                          | Sting                                      | Brand New Day                              | –                         |
| 18. Oktober 1999 – 7. November 1999 3 Wochen (insgesamt 4) | 4                                          | Bloodhound Gang                            | Hooray for Boobies                         | –                         |
| 8. November 1999 – 14. November 1999 1 Woche | 1                                          | Genesis                                    | Turn It On Again – The Hits                | –                         |
| 15. November 1999 – 21. November 1999 1 Woche (insgesamt 4) | 4                                          | Bloodhound Gang                            | Hooray for Boobies                         | –                         |
| 22. November 1999 – 28. November 1999 1 Woche | 1                                          | Cher                                       | The Greatest Hits                          | –                         |
| 29. November 1999 – 5. Dezember 1999 1 Woche (insgesamt 6) | 6                                          | Céline Dion                                | All the Way… A Decade of Song              | –                         |
| 6. Dezember 1999 – 12. Dezember 1999 1 Woche | 1                                          | Metallica                                  | S&M                                        | –                         |
| 13. Dezember 1999 – 19. Dezember 1999 1 Woche (insgesamt 6) | 6                                          | Céline Dion                                | All the Way… A Decade of Song              | –                         |
| 20. Dezember 1999 – 26. Dezember 1999 1 Woche (insgesamt 2) | 2                                          | Die Toten Hosen                            | Unsterblich                                | –                         |
| 27. Dezember 1999 – 30. Januar 2000 5 Wochen (insgesamt 6) | 6                                          | Céline Dion                                | All the Way… A Decade of Song              | –                         |

## Jahreshitparaden
| ← 1998 ← | Liste der Jahres-Nummer-eins-Hits in Deutschland | Liste der Jahres-Nummer-eins-Hits in Deutschland | Liste der Jahres-Nummer-eins-Hits in Deutschland | 2000 →   |
| \| Singles \| Position# \| Alben \| \| ------------------------------------------------------------------------------------------------------------- \| --------- \| ------------------------------------ \| \| Mambo No. 5 (A Little Bit Of …) Lou Bega Dámaso Pérez Prado \| 1 \| Believe Cher \| \| Blue (Da Ba Dee) Eiffel 65 Maurizio Lobina, Gianfranco Randone \| 2 \| Nicht von dieser Welt Xavier Naidoo \| \| … Baby One More Time Britney Spears Martin Karl Sandberg \| 3 \| My Love Is Your Love Whitney Houston \| \| Big Big World Emilia Emilia Hanna Rydberg, Lars Olof Stig Andersson \| 4 \| Buena Vista Social Club (Soundtrack) \| \| My Love Is Your Love Whitney Houston Musik: Jerry Duplessis, Nel Wyclef Jean; Text: Nel Wyclef Jean \| 5 \| Millennium Backstreet Boys \| \| So bist du (und wenn du gehst …) Oli.P Musik: Peter Maffay; Text: Bernd Meinunger \| 6 \| 4:99 Die Fantastischen Vier \| \| Genie in a Bottle Christina Aguilera Pamela Eileen Sheyne, David Martin Frank, Steve Kipner \| 7 \| Alone Modern Talking \| \| Flat Beat Mr. Oizo Quentin Benoit Dupieux \| 8 \| … Baby One More Time Britney Spears \| \| Sie sieht mich nicht Xavier Naidoo Jean-Jacques Goldman, Roland Romanelli; deutscher Text: Moses Peter Pelham \| 9 \| Americana The Offspring \| \| King of My Castle Wamdue Project Chris Brann \| 10 \| Dedicated to… Sasha \| |                                                  |                                                  |                                                  |          |
| ← 1998 |                                                  |                                                  |                                                  | → 2000 → |
| Singles | Position#                                        | Alben                                            |                                                  |          |
| Mambo No. 5 (A Little Bit Of …) Lou Bega Dámaso Pérez Prado | 1                                                | Believe Cher                                     |                                                  |          |
| Blue (Da Ba Dee) Eiffel 65 Maurizio Lobina, Gianfranco Randone | 2                                                | Nicht von dieser Welt Xavier Naidoo              |                                                  |          |
| … Baby One More Time Britney Spears Martin Karl Sandberg | 3                                                | My Love Is Your Love Whitney Houston             |                                                  |          |
| Big Big World Emilia Emilia Hanna Rydberg, Lars Olof Stig Andersson | 4                                                | Buena Vista Social Club (Soundtrack)             |                                                  |          |
| My Love Is Your Love Whitney Houston Musik: Jerry Duplessis, Nel Wyclef Jean; Text: Nel Wyclef Jean | 5                                                | Millennium Backstreet Boys                       |                                                  |          |
| So bist du (und wenn du gehst …) Oli.P Musik: Peter Maffay; Text: Bernd Meinunger | 6                                                | 4:99 Die Fantastischen Vier                      |                                                  |          |
| Genie in a Bottle Christina Aguilera Pamela Eileen Sheyne, David Martin Frank, Steve Kipner | 7                                                | Alone Modern Talking                             |                                                  |          |
| Flat Beat Mr. Oizo Quentin Benoit Dupieux | 8                                                | … Baby One More Time Britney Spears              |                                                  |          |
| Sie sieht mich nicht Xavier Naidoo Jean-Jacques Goldman, Roland Romanelli; deutscher Text: Moses Peter Pelham | 9                                                | Americana The Offspring                          |                                                  |          |
| King of My Castle Wamdue Project Chris Brann | 10                                               | Dedicated to… Sasha                              |                                                  |          |